# Cunda-Dia-Baze
Cunda-Dia-Baze, também grafada como Kunda-Dya-Baze, é uma cidade e município da província de Malanje, em Angola.
Tem 5 098 km² e cerca de 31 mil habitantes. É limitado a norte pelo município de Marimba, a leste pelos municípios de Luremo, Cassanje Calucala e Milando, a sul pelo município de Quela, e a oeste pelo município de Cambo Suinginge.
O município é constituído pela comuna-sede, correspondente à cidade de Cunda-Dia-Baze, e pela comuna de Lemba. Até setembro de 2024 seu território continha a comuna de Milando.
Foi no território do município que assentou-se a capital do Reino Unido Dongo-Matamba, chamada Santa Maria do Calaquesse, nas proximidades do atual povoado de Mussango, na confluência do rio Calequesse com o rio Quiôngua. Lá esteve a corte de Ana de Sousa Ginga.